# Keratoisis flexibilis
Keratoisis flexibilis is een zachte koraalsoort uit de familie Isididae. De koraalsoort komt uit het geslacht Keratoisis. Keratoisis flexibilis werd in 1868 voor het eerst wetenschappelijk beschreven door Pourtales. 